# Марманд (округ)
Округ Марманд (фр. Arrondissement de Marmande) — округ у Франції, в департаменті Лот і Гаронна. 2023 року округ об'єднував 98 муніципалітетів, населення становило 83 548 осіб.
Адміністративний центр (супрефектура) — Марманд.

## Муніципалітети
Список муніципалітетів округу та їхні коди INSEE:
1. Агме (47002)
2. Аллеман-дю-Дро (47005)
3. Антаньяк (47010)
4. Аньяк (47003)
5. Аржантон (47013)
6. Арміяк (47014)
7. Балейссаг (47020)
8. Бірак-сюр-Трек (47028)
9. Бопюї (47024)
10. Брюньяк (47042)
11. Буглон (47034)
12. Бургуньяг (47035)
13. Варес (47316)
14. Вертей-д'Ажене (47317)
15. Вільнев-де-Дюрас (47321)
16. Вільтон (47325)
17. Віразей (47326)
18. Герен (47115)
19. Гожак (47108)
20. Гонто-де-Ногаре (47110)
21. Гратлу-Сен-Геран (47112)
22. Грезе-Каваньян (47114)
23. Дюрас (47086)
24. Ескассфор (47088)
25. Есклотт (47089)
26. Жузі (47120)
27. Калонж (47046)
28. Камб (47047)
29. Кастельморон-сюр-Лот (47054)
30. Кастельно-сюр-Гюпі (47056)
31. Клерак (47065)
32. Кобон-Сен-Совер (47059)
33. Кокюмон (47068)
34. Комон-сюр-Гаронн (47061)
35. Куль (47071)
36. Кутюр-сюр-Гаронн (47074)
37. Ла-Совта-дю-Дро (47290)
38. Лабастід-Кастель-Амуру (47121)
39. Лабретоні (47122)
40. Лавернь (47144)
41. Лагрюер (47130)
42. Лагюпі (47131)
43. Лапарад (47135)
44. Лаперш (47136)
45. Лафітт-сюр-Лот (47127)
46. Лашапель (47126)
47. Ле-Мас-д'Ажене (47159)
48. Левіньяк-де-Гюїенн (47147)
49. Лозен (47142)
50. Лонгвіль (47150)
51. Лубес-Бернак (47151)
52. Марманд (47157)
53. Марселлю (47156)
54. Меян-сюр-Гаронн (47165)
55. Мірамон-де-Гюїенн (47168)
56. Мовзен-сюр-Гюпі (47163)
57. Монпуян (47191)
58. Монтетон (47187)
59. Монтіньяк-де-Лозен (47188)
60. Монтіньяк-Тупінері (47189)
61. Мутьє (47194)
62. Оріак-сюр-Дро (47018)
63. Отвінь (47118)
64. Пардаян (47199)
65. Пейр'єр (47204)
66. Пуссіньяк (47212)
67. Пюїміклан (47216)
68. Пюїссерампйон (47218)
69. Роместен (47224)
70. Румань (47226)
71. Рюффіак (47227)
72. Савіньяк-де-Дюрас (47294)
73. Самазан (47285)
74. Сегалас (47296)
75. Сейш (47301)
76. Сен-Бартелемі-д'Ажене (47232)
77. Сен-Жан-де-Дюрас (47247)
78. Сен-Жеро (47245)
79. Сен-Колом-де-Лозен (47235)
80. Сен-Мартен-Петі (47257)
81. Сен-Парду-дю-Брей (47263)
82. Сен-Парду-Ізаак (47264)
83. Сен-П'єрр-сюр-Дро (47271)
84. Сен-Сернен (47278)
85. Сен-Совер-де-Меян (47277)
86. Сенесті (47298)
87. Сент-Аві (47231)
88. Сент-Астьє (47229)
89. Сент-Базей (47233)
90. Сент-Жемм-Мартаяк (47244)
91. Сент-Коломб-де-Дюрас (47236)
92. Сент-Март (47253)
93. Сумансак (47303)
94. Тайбур (47304)
95. Тоннен (47310)
96. Фогроль (47094)
97. Фоє (47095)
98. Фурк-сюр-Гаронн (47101)